# Sangala decia
Sangala decia là một loài bướm đêm trong họ Geometridae.